# Живов Лев Іванович
Лев Іванович Живов (17 листопада 1924, Богородськ — 14 грудня 2013, Москва) — радянський, український і російський технолог-машинобудівник, педагог. Доктор технічних наук (1974), професор (1975). Лауреат Державної премії УРСР в галузі науки і техніки (1971), заслужений діяч науки РРФСР. Засновник наукової школи з розробок систем автоматизованого проєктування технологічних процесів та обладнання, розробник методики побудови полів швидкостей і сіток ліній ковзання.
У різні періоди життя — багаторічний науковий співробітник і педагог Харківського політехнічного інституту (1951—1964) та Запорізького машинобудівного інституту імені В. Я. Чубаря (1960—1976), в останньому з яких — засновник і перший завідувач кафедри машин і технології обробки металів тиском. Автор понад 100 наукових робіт, понад 40 авторських свідоцтв на винаходи. Учень професора Анатолія Зіміна.

## Життєпис
Народився 17 листопада 1924 року в місті Богородськ, РРФСР.
У 1948 році закінчив кафедру машин і технології обробки металів тиском Московського вищого технічного училища, у 1951 році — аспірантуру при кафедрі. Тоді ж здобув науковий ступінь кандидата технічних наук, захистивши дисертацію на тему «Исследование процесса закрытой осадки» (науковий керівник — професор Анатолій Зімін).
Після закінчення аспірантури розпочав наукову та педагогічну діяльність на кафедрі обробки металів тиском Харківського політехнічного інституту (ХПІ) під керівництвом Іллі Фельдмана. З 1954 по 1958 роки перебував у Китайській Народній Республіці, де обіймав посаду радника кафедри та базової лабораторії з ковальсько-штампувального виробництва університету Цінхуа (Пекін), пізніше викладав у Шанхайському університеті Цзяотун. Повернувшись до Харкова, обійняв посаду заступника декана металургійного факультету ХПІ.
У 1960 році переїхав до Запоріжжя, де заснував і очолив кафедру машин і технології обробки металів тиском Запорізького машинобудівного інституту імені В. Я. Чубаря, паралельно ще декілька років викладав у ХПІ. У 1974 році здобув науковий ступінь доктора технічних наук, захистивши дисертацію на тему «Исследование кузнечно-штамповочных машин, предназначенных для выполнения специализированных процессов».
З початку 1980-х років жив і працював у Москві, тривалий час — у Всесоюзному заочному машинобудівному інституті, де очолював кафедру обробки металів тиском. Помер на 90-му році життя 14 грудня 2013 року.

## Наукова та організаторська діяльність
Автор понад 100 наукових робіт, понад 40 авторських свідоцтв на винаходи. Серед учнів Льва Живова — науковці Євген Білий, Валентин Дубина, Віктор Павлов, Степан Кравчун, Микола Халявко тощо.
Працюючи в Харкові, заклав традиції теоретичної науки кафедри обробки металів тиском, розробив методику побудови полів швидкостей і сіток ліній ковзання. Під час роботи в Запоріжжі, паралельно із заснуванням кафедри обробки металів тиском, започаткував аспірантуру при ній, яка стала однією з найуспішніших в інституті. Поклав початок власній науковій школі з розробок систем автоматизованого проєктування технологічних процесів та обладнання.
У 1971 році, разом із колегами, нагороджений Державною премією УРСР в галузі науки і техніки «за докорінне вдосконалення технології холодної листової штамповки деталей і її впровадження на автомобільних заводах СРСР».

## Науковий доробок (частковий)
- Исследование процесса закрытой осадки: диссертация кандидата технических наук : 05.00.00. — Москва, 1951. — 154 с. : ил.
- Кривошипные прессы: (Конспект лекций) / Доц. Л. И. Живов ; УССР. М-во высшего образования. ХПИ им. В. И. Ленина. — Харьков: [б. и.], 1958. — 132 л., 43 л. ил.
- Кузнечно-штамповочное оборудование. Прессы: [Учебник для вузов по специальности «Машины и технология обработки металлов давлением»] / Л. И. Живов, А. Г. Овчинников. — Харьков: Изд-во Харьк. ун-та, 1966. — 455 с., 3 л. черт. : ил.
- Применение ЭЦВМ для решения задач динамики кривошипных прессов: Пособие для студентов / Л. И. Живов, Н. Н. Клеванский. — Киев: Вища шк., 1972. — 55 с. : черт.
- Кузнечно-штамповочное оборудование: [Учебник для вузов по специальности «Машины и технология обработки металлов давлением»] / Л. И. Живов, А. Г. Овчинников. — Киев: [Вища шк.], 1972. — 279 с. : ил.
- Исследование кузнечно-штамповочных машин, предназначенных для выполнения специализированных процессов: диссертация доктора технических наук : 05.03.05. — Запорожье, 1973. — 428 с. : ил. + Прил. (32 с.: ил.).
- Применение ЭЦВМ для расчетов кузнечно-штамповочных машин / Л. И. Живов, Н. Н. Клеванский. — Киев: Вища шк., 1974. — 64 с. : черт.
- Машины и технология обработки металлов давлением: Лаб. работы: [Учеб. пособие для вузов]. — Киев: Вища шк., 1975. — 195 с. : черт.
- Новые методы конструирования промышленных устройств гидроимпульсной штамповки / В. А. Рыбинок, Л. И. Живов, Е. И. Сидельников. — Киев: О-во «Знание» УССР, 1979. — 20 с. : ил.
- Кузнечно-штамповочное оборудование: Прессы. [Учебник для вузов по спец. «Машины и технология обраб. металлов давлением»] / Л. И. Живов, А. Г. Овчинников. — 2-е изд., перераб. и доп. — Киев: Вища школа, 1981. — 375 с. : ил.
- Кузнечно-штамповочное оборудование: Молоты. Винтовые прессы. Ротац. и электрофиз. машины: [учеб. для вузов по спец. "Машины и технология обраб. металлов давлением] / Л. И. Живов, А. Г. Овчинников. — 2-е изд., перераб. и доп. — Киев: Вища шк., 1985. — 279 с. : ил.
- Машины и автоматизация кузнечно-штамповочного производства: межвузовский сборник научных трудов / Всесоюзный заочный машиностроительный институт ; [редколлегия: Живов Л. И. (отв. ред.) и др.]. — Москва: ВЗМИ, 1986. — 157 с. : ил.
- Машины и технология обработки металлов давлением: Лаб. работы: [Учеб. пособие для вузов по спец. «Машины и технология обраб. металлов давлением» / Л. И. Живов и др.]; Под ред. Л. И. Живова. — 2-е изд., перераб. и доп. — Киев: Вища шк., 1987. — 199 с. : ил.
- Выполнение рабочих чертежей деталей редукторов: учебное пособие / Л. И. Живов, В. К. Мальцев, Н. Ф. Мартынов ; Всесоюзный заоч. машиностроит. ин-т. — Москва: [б. и.], 1988. — 90 с. : ил.
- Машины и автоматизация кузнечно-штамповочного производства: Межвуз. сб. науч. тр. / Всесоюз. заоч. машиностроит. ин-т; [Редкол.: Живов Л. И. (отв. ред.) и др.]. — Москва: ВЗМИ, 1988. — 172 с. : ил.
- Машины и автоматизация кузнечно-штамповочного производства: Межвуз. сб. науч. тр. / Моск. ин-т приборостроения; [Редкол.: Живов Л. И. (отв. ред.) и др.]. — Москва: МИП, 1990. — 143,[2] с. : ил.
- Кузнечно-штамповочное оборудование: учеб. для студентов высш. технических учеб. заведений, обучающихся по специальности «Машины и технология обраб. металлов давлением» / Л. И. Живов, А. Г. Овчинников, Е. Н. Складчиков; под ред. Л. И. Живова. — Москва: Изд-во МГТУ им. Н. Э. Баумана, 2006 (М. : Типография «Наука»). — 559 с. : ил., табл.
- Проектирование кривошипных горячештамповочных прессов: учебное пособие для студентов высших учебных заведений, обучающихся по направлению 150700 «Машиностроение», профиль «Машины и технология обработки металлов давлением» / Л. И. Живов, В. Г. Лейбенко, Е. И. Семенов ; М-во образования и науки Российской Федерации, Федеральное гос. бюджетное образовательное учреждение высш. проф. образования Московский гос. ун-т приборостроения и информатики. — Москва: Московский гос. ун-т приборостроения и информатики, 2013. — 239 с. : ил., табл.

### Авторські свідоцтва на винаходи (у співавторстві)
- 1975 — «Способ регулирования частоты и энергии ударов пневматического молота»
- 1975 — «Способ получения шероховатой поверхности»
- 1975 — «Устройство распределения рабочей среды паровоздушного молота»
- 1976 — «Демпфирующее устройство к гидравлическому прессу»
- 1977 — «Пресс-молот»
- 1980 — «Устройство управления»
- 1980 — «Устройство для измерения момента трения»
- 1981 — «Система управления прессом для чистовой вырубки»
- 1982 — «Узел установки винтового пресса»
- 1983 — «Вертикальный винтовой пресс»
- 1984 — «Коробчатый ползун кривошипного преимущественно горячештамповочного пресса»
- 1984 — «Машина для испытания подшипников, преимущественно кривошипных прессов»
- 1985 — «Грейферный перекладчик к штамповочному прессу»
- 1985 — «Устройство для прессования изделий из металлического порошка»
- 1985 — «Вертикальная кривошипная кузнечно-прессовая машина»
- 1985 — «Кривошипный пресс для горячей объемной штамповки»
- 1986 — «Соединение вал-ступица»
- 1986 — «Устройство для вибрационной обработки»
- 1986 — «Кривошипный горячештамповочный пресс двойного действия»
- 1987 — «Устройство для подачи полосового и ленточного материала в рабочую зону пресса»
- 1987 — «Устройство для подачи длинномерного материала к прессу»
- 1988 — «Привод пресса»
- 1988 — «Способ смазки многоручьевых штампов»
- 1988 — «Автомат универсально-гибочный с приводом от центральной шестерни»
- 1988 — «Кривошипный механизм с регулируемым эксцентриситетом»
- 1989 — «Автоматизированный штамповочный комплекс»
- 1989 — «Кассета для ленточного материала»
- 1989 — «Штамп для изотермического деформирования»
- 1990 — «Клещевая подача для универсально-гибочных автоматов с приводом от центральной шестерни»
- 1990 — «Клещевая подача с приводом от вала пресса»
- 1991 — «Универсально-гибочный автомат для изготовления деталей малых серий»
- 1991 — «Кривошипно-ползунный механизм с остановками в крайних положениях»
- 1991 — «Устройство для подачи длинномерного материала в рабочую зону обрабатывающей машины»
- 1992 — «Устройство для подачи длинномерного материала в зону обработки»
- 1993 — «Автомат универсально-гибочный, штамповочный, модульного типа»
- 1996 — «Кривошипный пресс»

## Нагороди
- Державна премія УРСР в галузі науки і техніки (1971) — «за докорінне вдосконалення технології холодної листової штамповки деталей і її впровадження на автомобільних заводах СРСР»
- заслужений діяч науки РРФСР
- заслужений винахідник РРФСР
- занесення до Книги та Дошки пошани Запорізького машинобудівного інституту[4]